# Legwan ostroogonowy
Legwan ostroogonowy (Ctenosaura quinquecarinata) – gatunek jaszczurki z rodziny legwanowatych.

## Występowanie
Kostaryka, Nikaragua.
Jego siedlisko to suche i wilgotne lasy i zarośla w klimacie tropikalnym i subtropikalnym.

## Status zagrożenia
W Czerwonej księdze gatunków zagrożonych IUCN legwan ostroogonowy od 2020 roku jest klasyfikowany jako gatunek niedostatecznie rozpoznany (DD, Data Deficient); wcześniej, od 2004 roku był uznawany za gatunek zagrożony (EN, Endangered). Zagrażają mu niszczenie i fragmentacja siedlisk, polowania i celowe prześladowania przez ludzi, a także drapieżnictwo ze strony psów i kotów.